# Robert Carlyle
Robert Carlyle (Maryhill (Glasgow), 14 april 1961) is een Schots filmacteur.

## Biografie
Carlyle werd opgevoed door zijn vader nadat zijn moeder hen verliet toen hij vier was. Op zijn 21e volgde hij acteerlessen, en hij studeerde af aan het Royal Scottish Academy of Music and Drama. Hij werd bekend door een rol als moordenaar in een aflevering van Cracker, een Britse tv-reeks.
In 1996 en 1997 speelde hij zijn twee bekendste rollen: die van de psychopaat Francis Begbie in Trainspotting en Gaz, de leider van een amateurgroep van mannelijke strippers in The Full Monty.
Andere rollen waren die van vader Malachy McCourt in Angela's Ashes, de slechterik Renard in de James Bondfilm The World Is Not Enough en Adolf Hitler in Hitler: The Rise of Evil. In november 2008 speelde hij een rol in de prequel van het zevende seizoen van de televisieserie 24. In 2009 was Carlyle te zien in een bijna zeven minuten durend filmpje over de geschiedenis van het whiskymerk Johnnie Walker.
Tussen 2011 en 2018 won hij enorm aan populariteit bij een jongere doelgroep dankzij de serie Once Upon a Time waarin hij de rol van Rumplestiltskin (Repelsteeltje) vertolkte.

## Televisie
- Cobra (2020-heden) - als Prime Minister Robert Sutherland
- The War of the Worlds (2019) - als Ogilvy
- Once Upon a Time (2011-2018) - als Mr. Gold alias Rumplestiltskin
- Stargate Universe (2009-2011) - als Dr. Nicolas Rush
- The Unloved (2009)
- Zig Zag Love (2009)
- 24 - seizoen 7 (2008)
- The Last Enemy (2008)
- Born Equal (2006)
- Class of '76 (2005)
- Human Trafficking  (2005)
- Gunpowder, Treason & Plot (2004)
- Hitler: The Rise of Evil (2003) - als Adolf Hitler
- Looking After Jo Jo (1998)
- Hamish Macbeth (1995-1997)
- Go Now (1995)
- Cracker (1994)
- 99-1 (1994)
- Screenplay (1993)
- The Advocates (1992)
- The Bill (1991)
- Taggart (1990)

## Filmografie
- North of Normal (2022)
- Yesterday (2019)
- T2 Trainspotting (2017) - als Francis "Franco" Begbie
- The Legend of Barney Thomson (2015)
- California Solo (2012)
- The Tournament (2009)
- I Know You Know (2008)
- Summer (2008)
- Stone of Destiny (2008)
- Flood (2007)
- 28 Weeks Later (2007)
- Eragon (2006) - als Durza
- Dead Fish (2005)
- Marilyn Hotchkiss' Ballroom Dancing and Charm School (2005)
- The Mighty Celt (2005)
- Black and White (2002)
- Once Upon a Time in the Midlands (2002)
- The 51st State (2001)
- To End All Wars (2001)
- There's Only One Jimmy Grimble (2000)
- The Beach (2000)
- Angela's Ashes (1999)
- The World Is Not Enough (1999)
- Ravenous (1999)
- Plunkett & Macleane (1999)
- Face (1997)
- The Full Monty (1997)
- Carla's Song (1996)
- Trainspotting (1996) - als Francis "Franco" Begbie
- Priest (1994)
- Being Human (1993)
- Safe (1993)
- Tender Blue Eyes (1992)
- Riff-Raff (1991)
- Silent Scream (1990)